# Aitor Elkoro Sarasua
Aitor Elkoro Sarasua, llamado Elkoro (Elgueta, Guipúzcoa, 7 de agosto de 1967) es un ex pelotari español profesional en la modalidad de mano.
Entre su palmarés se encuentran los siguientes trofeos:
- 1997 Subcampeón Manomanista
- 1997 - 1998 Subcampeón Parejas
- 1999 Campeón Parejas, campeonato de ASPE.
- 1999 Subcampeón Manomanista, campeonato de ASPE.

## Finales manomanistas
| Año  | Campeón | Subcampeón | Tanteo | Frontón   |
| ---- | ------- | ---------- | ------ | --------- |
| 1997 | Arretxe | Elkoro     | 22-18  | Atano III |
| 1999 | Eugi    | Elkoro     | 22-11  | Astelena  |

### Finales mano parejas
| Año     | Campeones           | Subcampeones      | Tanteo | Frontón              |
| ------- | ------------------- | ----------------- | ------ | -------------------- |
| 1997-98 | Unanue - Errasti    | Etxaniz - Elkoro  | 22-21  | Atano III            |
| 1999    | Olaizola I - Elkoro | Goñi II - Zezeaga | 22-15  | Atano III y Adarraga |